# Giovanni Lorenzoni
Giovanni Lorenzoni (Fondo, 5 gennaio 1873 – Firenze, 22 agosto 1944) è stato un economista e sociologo italiano.

## Biografia
Conclusi gli studi giuridici nel 1897 a Graz, frequenta l'Università di Vienna e Berlino dove si specializza in economia agraria. Nel 1904 diventa professore di giurisprudenza presso la facoltà italiana dell’Università di Innsbruck.
Nel 1893 affiancato da Antonio Piscel fonda la Società degli studenti trentini avvicinandosi ai movimenti socialisti che fioriscono in Trentino in quegli anni.
Insegnò all'università di Innsbruck e sembrò favorire la creazione di una sezione autonoma per gli studenti di lingua italiana ma tale tentativo fallì in seguito ai cosiddetti fatti di Innsbruck del 1904. Anche il tentativo di creare un'università di lingua italiana a Trento o Rovereto non ebbe miglior sorte paradossalmente per l'opposizione degli stessi nazionalisti. 
Nel 1910 è segretario dell'Istituto internazionale di agricoltura a Roma. Durante il primo conflitto mondiale i sentimenti irredentisti lo spingono ad arruolarsi volontario nel corpo degli Alpini nel 1915 lasciando la carica di direttore generale dell'Istituto. L'esperienza bellica, che durò venti mesi, viene interrotta quando il governo italiano lo invita come professore all'Università di Macerata.
Nel 1919 è in missione negli Stati Uniti per conto dell'Associazione Politica Italiani Irredenti (Sezione Trentina), di cui era vice presidente, per collaborare con i trentini emigrati in America.
È il padre di Tina Lorenzoni (Macerata, 15 agosto 1918- Firenze, 21 agosto 1944), partigiana e crocerossina, che catturata nell'agosto del 1944 da una pattuglia tedesca per collaborazionismo con i partigiani, viene portata a Villa Cisterna, sulle colline di Firenze, e rinchiusa in una stanza per essere interrogata. Rimasta sola, tenta di fuggire, ma viene uccisa il 21 agosto del 1944 da una raffica di mitra mentre tenta la fuga scavalcando il reticolato di recinzione. Saputo della cattura di Tina ma non ancora della sua uccisione, suo padre Giovanni aveva nel frattempo raggiunto un avamposto degli Alleati per organizzare uno scambio di prigionieri. 
Il 22 agosto 1944 viene ucciso anche lui, colpito dal fuoco tedesco, durante il tentativo di liberazione della figlia.

## Opere
- (EN)  Cesare Battisti and the Trentino (1919)